# Fruntișeni
Fruntișeni est une commune roumaine située dans le județ de Vaslui.